# William Barton Wade Dent
William Barton Wade Dent (* 8. September 1806 in Bryantown, Charles County, Maryland; † 7. September 1855 in Newnan, Georgia) war ein US-amerikanischer Politiker. Zwischen 1853 und 1855 vertrat er den Bundesstaat Georgia im US-Repräsentantenhaus.

## Werdegang
William Dent wurde zunächst an einer Privatschule unterrichtet. Danach besuchte er bis 1823 die Charlotte Hall Military Academy. Im Jahr 1824 zog er nach Mallorysville in Georgia, wo er als Lehrer arbeitete. Seit 1827 wurde er in Bullsboro im Handel tätig. 1828 war er an der Gründung der Stadt Newnan beteiligt. In den folgenden Jahren arbeitete Dent sehr erfolgreich in der Landwirtschaft. Auf diesem Gebiet wurde er in mehreren Countys in Georgia sowie in den Bundesstaaten Alabama, Arkansas, Tennessee und Texas tätig. In diesen Staaten besaß er große Ländereien. Außerdem war er Oberst der Staatsmiliz von Georgia während eines Kriegs gegen die Creek.
Politisch war Dent Mitglied der Demokratischen Partei. Im Jahr 1843 wurde er in das Repräsentantenhaus von Georgia gewählt. 1849 wurde er Richter im Coweta County, was auf ein früheres Jurastudium schließen lässt. Bei den Kongresswahlen des Jahres 1852 wurde Dent im vierten Wahlbezirk von Georgia in das US-Repräsentantenhaus in Washington, D.C. gewählt, wo er am 4. März 1853 die Nachfolge von Charles Murphey antrat. Da er im Jahr 1854 auf eine erneute Kandidatur verzichtete, konnte er bis zum 3. März 1855 nur eine Legislaturperiode im Kongress absolvieren. Diese waren von den Diskussionen im Vorfeld des Bürgerkrieges bestimmt. Dabei ging es damals vor allem um die Frage der Sklaverei.
William Dent starb nur sechs Monate nach seinem Ausscheiden aus dem US-Repräsentantenhaus am 7. September 1855 in Newnan.